# Украинский военный клуб имени гетмана Павла Полуботка
Украинский военный клуб имени гетмана Павла Полуботка — украинская военная общественно-политическая организация, созданная Николаем Михновским и его сторонниками, действовавшая на Украине в марте-июле 1917 года и имела целью украинизацию воинских частей, дислоцированных на территории Украины, и создание украинской армии.

## Предпосылки и причины создания
Первая мировая война повлекла огромные материальные потери и человеческие жертвы. По территории Украины на 615 км протянулся один из крупнейших фронтов — Юго-Западный. В 1916 году был создан Румынский фронт, часть которого также дислоцировалась на Украине. По статистическим данным на начало 1917 года из 6798000 военнослужащих действующей русской армии и 2260000 солдат, находившихся в запасных частях, украинцами были около 3500000 человек. Таким образом российское войско на 40 % состояло из лиц призванных с территорий ныне входящих в состав Украины, а Черноморский флот — на 65 %.
Революционные процессы весны 1917 года привели к мощной политизации русской армии. Она (армия) превращалась в, никем не контролируемую силу — ни командованием, ни военными комитетами. Войско втягивались в «водоворот» анархии и разложения, характерным проявлением которых стало массовое дезертирство.
Для предотвращения подобных процессов в марте-апреле 1917 года в тыловых и фронтовых частях начали создаваться украинские военные комитеты выборные армейские органы национального типа. Воинство в своей массе увлекалось идеей собственной государственности и изъявило желание с оружием в руках бороться за независимость Украины. В то же время руководство украинских военных комитетов стояло на демократических позициях, отрицая способы захвата власти насильственным путём. В их деятельности преобладали тенденции поддержки официальных решений. Комитеты взяли под свой контроль хозяйственные вопросы, выдачу разрешений на отпуска и командировки, пытались проводить собственную кадровую политику, организовывать и развивать политическую пропаганду среди солдатских масс.

## Организация и деятельность военного клуба имени Полуботка
Рост украинского военного движения требовал создания единого руководящего центра. Такой центр сформировался в Киеве. Ведущая роль в нем принадлежала прежнему основоположнику Революционной Украинской партии, поручику Николаю Михновскому, служивший адвокатом при киевском окружном суде. Вместе со своими сторонниками и единомышленниками — А. Степаненко, В. Отамановским, Ю. Ганом, В. Павленко, В. Евтимовичем — они выступили за немедленное формирование национальной регулярной армии. Уже 6 марта 1917 Михновский созвал первое украинское подготовительное собрание Киевского гарнизона, которое приняло решение начать работу, направленную на организацию украинского войска. 9 марта состоялось первое собрание украинских офицеров и солдат Киевского гарнизона, которые постановили считать себя Учредительной Военной Радой. 11 марта в Киеве состоялось военное вече, на которое прибыло более тысячи солдат и офицеров. По информации «Известий с Украинской Центральной Рады» вече приняло постановление об организации Украинского (на добровольных началах) полка и избрало Временное Военное Бюро по 7 членов.
В условиях развала российской царской армии идея Николая Михновского об организации украинских воинских частей получила широкую огласку. 16 марта, в День праздника революции, во время совещания военных Киевского гарнизона было принято решение об учреждении общества «Украинский военный клуб имени гетмана Павла Полуботка» и организацию украинской армии. После яркого выступления поручика Николая Михновского, избранного председателем клуба, присутствующие с большим воодушевлением единогласно приняли приступить к «сплочению всех воинов-украинцев, и к немедленной организации национальной армии, с могучей своей военной силой, без которой нельзя и помыслить о получении полной свободы Украины». На следующей неделе военный клуб усилиями Николая Михновского и сотника Гана начал действовать. Устав клуба, разработанный Михновским, предусматривал право образования филиалов по всей Украине, а главной целью клуба было «сплачивать в одной семье военных, врачей и военных чиновников украинской национальности». Задача непосредственной организации украинских воинских частей возлагалось на украинском Военный Организационный Комитет. Возглавлял его полковник М. Глинский. В состав президиума Комитета входили полковник Волошин, капитан Ган, поручики Михновский и Гоц, прапорщик Павелко.
Совет Клуба опубликовал воззвание к украинским воинам, составленное Николаем Михновским:
"Помним, что на нашей земле стоит упрямый враг и напрягает последние силы, чтобы прибрать к своим цепких рукам всю Украину. Товарищи-братья! Не дадим Украину никому! Политая кровью славных казаков запорожцев, покрытая в эту войну горами нашего труппу — пусть встает в своей жизни! Товарищи-украинцы! Соединяйтесь в свои украинские кружки. Соединяйтесь с мнением о свободе Украине, о её казацкой Силе!

### СозданиеПервого украинского казачьего полкаимениХмельницкого
Примерно в то же время полковник М. Глинский подал штабу Киевского военного округа проект организации полка из всех родов оружия общей численностью 5600 штыков. Когда полуботковцы получили отказ, приняли решение — полк формировать самостоятельно, применяя тактику «свершившихся фактов», чтобы создать прецедент организации первой украинской военной части. Совет клуба Полуботка принял "со всей энергией взяться за дело выделение со всех запильних частей солдат и офицеров-украинцев на формирование украинских полков — пеших, конных, пушечных бригад, инженерных команд, команд флота и авиации, с украиноязычным правительством и призвать устно к немедленному формированию таких частей, без оглядки на разрешение ". 18 апреля 1917 в Киеве во время проведения праздника «Первых цветков» по инициативе клуба имени Гетмана Полуботка, на которое собралось почти 10 тысяч воинов Киевского гарнизона, было объявлено о создании из солдат-добровольцев киевского этапного пункта Первого Украинского казачьего полка имени гетмана Богдана Хмельницкого .

### Идеологические разногласия с Центральной Радой
В то же время проблема создания национального войска с самого начала стала своеобразным водоразделом среди украинских политических сил. В подходах к его созданию сложились две совершенно противоположные концепции. Как показывают последующие исторические события, это нанесло значительный ущерб военному «двигателю» и всей национально-освободительной борьбе. Общество полуботковцев во главе с Михновским считало, что военное движение необходимо использовать для создания сильной национальной армии, которая сможет стать главным залогом самостоятельности Украины. Социалистическое большинство Центрального Совета украинскую государственность сводила лишь к автономии Украины в федеративной России и поэтому отрицала необходимость национальной армии, доказывая ненужность регулярной армии в условиях демократизации общества. Согласно концепции лидеров Центральной Рады войско существовало только для общероссийских нужд, пока Россия не победит в войне. На вооружение была взята идея замены постоянного войска народной милицией, что нашло отражение в соответствующих официальных партийных документах, которые ещё больше запутывали дело. Ведь принятые документы, с одной стороны, выражали симпатии и поддержку национальным притязаниям воинов, а с другой — ограничивали их радикальность. Это не просто дезорганизовывало украинское военное движение, а лишало его конечной цели — создания национальных Вооруженных сил. Лидеры-социалисты не хотели видеть силы в армии, на которые можно было бы опереться для развития украинской государственности, недооценивали силы украинского военного движения, которая, разворачиваясь стихийно, приобретала широкий размах, отмечалось революционностью и твердостью в отстаивании национальных интересов.

## Ликвидация клуба имени Полуботка
В июне 1917 года силами Военного клуба имени Полуботка была сформирована военная часть, которая провозгласила себя Вторым украинским казачьим полком имени гетмана Павла Полуботка. Полк не был признан российской властью, Центральной Радой. Последнюю напугала появление в Киеве освободительного войска. Владимир Винниченко посетил полк и призвал солдат вернуться в свои части и отправиться на фронт. Также было дано распоряжение интендантской службе приостановить поставку продовольствия, мундиров, оружия.
3-го июля 1917 полуботковцы выставили ряд ультимативных требований к Центральной Раде и Временному правительству:
"Мы, украинские-казаки не хотим иметь свободы лишь на бумаге, либо пивсвободы. После провозглашения Первого Универсала (Второго мы не признаем), мы приступаем к заведению порядка на Украине. Для этого мы всех россиян и ренегатов, которые тормозят работу украинскую, сбрасываем с их постов силой, не считаясь с Российским правительством ".
Центральная Рада отвергла освободительное требования полка имени гетмана Павла Полуботка и призвала отъехать на фронт защищать "единую Россию ".
В ответ на это в ночь с 4-го (17-го) на 5-е (18-е) июля 1917 года, полуботковцы попытались совершить военный мятеж с целью провозглашения независимой Украины. Существовал план восстания, вероятно, составленный самим Михновским, искованный и в определенной степени авантюрный. Выйдя из казарм, полк захватил арсенал и центр Киева. Но выступление не поддержала Центральная Рада, которая ещё надеялась получить украинскую автономию политическим путём.
Владимир Винниченко отдал приказ силами полка имени Богдана Хмельницкого, созданного самими же полуботковцами, разоружить повстанцев. Также, отдельным приказом командующего полка имени Хмельницкого, Юрия Капкана, были освобождены из тюрем российские военные, по приказу военного коменданта Киева Оберучева окружили казармы полка имени Полуботка в Грушко и начали обстрел полуботковцев из пушек и ружей.
Центральная Рада же через прессу проносила слухи о выступлении полуботковцев как о "бунте дезертиров, которые боялись идти на фронт " и пытались таким образом «спасти свою шкуру»

### Судьба полуботковцев
6 июля повстанцы сложили оружие, часть из них были арестованы. Военная прокуратура начала следствие, которое продолжалось вплоть до октября. Руководители восстания, видя безвыходное положение, дали согласие на то, чтобы полк имени гетмана Павла Полуботка ушел на Румынский фронт и отметившись, пытался «при первой возможности покинуть фронт» и пробиваться на Украину. Таким образом повстанцы видели возможность смыть с себя клеймо трусов.
Полуботковцы понесли большие потери: по состоянию на 9 февраля 1918 года в полку имени Павла Полуботка было 5 человек.

### Судьба богдановцев
13 июля 1917 казачий полк имени гетмана Богдана Хмельницкого вслед за полуботковцами был отправлен на фронт. Возле станции Пост-Волынская, что в 6 км от Киева, их эшелон был неожиданно расстрелян из засады кирасирами. Были убиты 16 казаков, 30 человек ранены, остальные — арестованы либо избиты. Дальнейшая их судьба неизвестна.